# Società Sportiva Juventus Stabia 1991-1992
Questa voce raccoglie le informazioni riguardanti la Società Sportiva Juve Stabia nelle competizioni ufficiali della stagione 1991-1992.

## Stagione
Nella stagione 1991-1992 la Juve Stabia partecipa al campionato di Serie C2 girone C, giungendo al 16º posto con 35 punti, e dopo aver disputato lo spareggio contro il Cerveteri.

## Rosa
| N. |                   | Ruolo | Calciatore         |
| -- | ----------------- | ----- | ------------------ |
|    | Italia (bandiera) |       | Fabio Fabbri       |
|    | Italia (bandiera) |       | Claudio Casale     |
|    | Italia (bandiera) |       | Gianluca Colavitto |
|    | Italia (bandiera) | D     | Francesco Siviero  |
|    | Italia (bandiera) | D     | Silvio Gori        |
|    | Italia (bandiera) |       | Ghedini            |
|    | Italia (bandiera) |       | Izzo               |
|    | Italia (bandiera) |       | Pasquale Matarese  |
|    | Italia (bandiera) |       | Mari               |
|    | Italia (bandiera) |       | Baiocco            |

| N. |                   | Ruolo | Calciatore       |
| -- | ----------------- | ----- | ---------------- |
|    | Italia (bandiera) | A     | Vincenzo Onorato |
|    | Italia (bandiera) |       | Pasquali         |
|    | Italia (bandiera) |       | Gennaro Pizzo    |
|    | Italia (bandiera) |       | Alessandro Romei |
|    | Italia (bandiera) |       | Rossino          |
|    | Italia (bandiera) |       | Mauro Ruffelli   |
|    | Italia (bandiera) |       | Sorrentino       |
|    | Italia (bandiera) |       | Zaccaria         |
|    | Italia (bandiera) |       | Gerardo Fiorillo |
|    | Italia (bandiera) |       | Morè             |

## Risultati

### Serie C2

#### Girone di andata
| 8 settembre 1991 1ª giornata | Juventus Stabia | 0 – 0 | Cerveteri |  |

| 15 settembre 1991 2ª giornata | Atletico Leonzio | 0 – 0 | Juventus Stabia |  |

| 22 settembre 1991 3ª giornata | Juventus Stabia | 0 – 0 | Lodigiani |  |

| 29 settembre 1991 4ª giornata | Battipagliese | 0 – 0 | Juventus Stabia |  |

| 6 ottobre 1991 5ª giornata | Sangiuseppese | 2 – 1 | Juventus Stabia |  |

| 13 ottobre 1991 6ª giornata | Juventus Stabia | 2 – 0 | Turris |  |

| 20 ottobre 1991 7ª giornata | Latina | 1 – 0 | Juventus Stabia |  |

| 27 ottobre 1991 8ª giornata | Juventus Stabia | 1 – 0 | Trani |  |

| 10 novembre 1991 9ª giornata | Juventus Stabia | 0 – 1 | Altamura |  |

| 17 novembre 1991 10ª giornata | Astrea | 1 – 0 | Juventus Stabia |  |

| 24 novembre 1991 11ª giornata | Juventus Stabia | 1 – 0 | Molfetta |  |

| 1º dicembre 1991 12ª giornata | Vigor Lamezia | 2 – 1 | Juventus Stabia |  |

| 8 dicembre 1991 13ª giornata | Juventus Stabia | 0 – 0 | Bisceglie |  |

| 15 dicembre 1991 14ª giornata | Campania | 0 – 0 | Juventus Stabia |  |

| 22 dicembre 1991 15ª giornata | Juventus Stabia | 0 – 0 | Savoia |  |

| 5 gennaio 1992 16ª giornata | Potenza | 1 – 1 | Juventus Stabia |  |

| 12 gennaio 1992 17ª giornata | Juventus Stabia | 0 – 0 | Formia |  |

| 19 gennaio 1992 18ª giornata | Matera | 1 – 0 | Juventus Stabia |  |

| 26 gennaio 1992 19ª giornata | Juventus Stabia | 0 – 1 | Catanzaro |  |

#### Girone di ritorno
| 9 febbraio 1992 20ª giornata | Cerveteri | 2 – 0 | Juventus Stabia |  |

| 16 febbraio 1992 21ª giornata | Juventus Stabia | 1 – 0 | Atletico Leonzio |  |

| 23 febbraio 1992 22ª giornata | Lodigiani | 0 – 1 | Juventus Stabia |  |

| 1º marzo 1992 23ª giornata | Juventus Stabia | 2 – 1 | Battipagliese |  |

| 8 marzo 1992 24ª giornata | Juventus Stabia | 0 – 0 | Sangiuseppese |  |

| 15 marzo 1992 25ª giornata | Turris | 1 – 0 | Juventus Stabia |  |

| 22 marzo 1992 26ª giornata | Juventus Stabia | 3 – 0 | Latina |  |

| 29 marzo 1992 27ª giornata | Trani | 4 – 1 | Juventus Stabia |  |

| 5 aprile 1992 28ª giornata | Altamura | 1 – 0 | Juventus Stabia |  |

| 12 aprile 1992 29ª giornata | Juventus Stabia | 2 – 0 | Astrea |  |

| 26 aprile 1992 30ª giornata | Molfetta | 1 – 0 | Juventus Stabia |  |

| 3 maggio 1992 31ª giornata | Juventus Stabia | 2 – 0 | Vigor Lamezia |  |

| 10 maggio 1992 32ª giornata | Bisceglie | 1 – 0 | Juventus Stabia |  |

| 17 maggio 1992 33ª giornata | Juventus Stabia | 1 – 0 | Campania |  |

| 24 maggio 1992 34ª giornata | Savoia | 3 – 0 | Juventus Stabia |  |

| 31 maggio 1992 35ª giornata | Juventus Stabia | 0 – 0 | Potenza |  |

| 7 giugno 1992 36ª giornata | Formia | 0 – 0 | Juventus Stabia |  |

| 14 giugno 1992 37ª giornata | Juventus Stabia | 1 – 0 | Matera |  |

| 21 giugno 1992 38ª giornata | Catanzaro | 1 – 1 | Juventus Stabia |  |

### Coppa Italia Serie C
| Nola 24 agosto 1991 3ª giornata - Girone P | Nola               | 0 – 1 | Juventus Stabia | Stadio Comunale Piazza d'Armi\| Arbitro: \| Contente (Salerno) \| |
| Arbitro:                                   | Contente (Salerno) |       |                 |                                                                   |